# José Yalenti
José Yalenti (São Paulo, 26 de abril de 1895-São Paulo, 4 de mayo de 1967) fue un fotógrafo brasileño de origen italiano, miembro fundador del Foto Cine Club Bandeirante y destacado componente de la Escuela Paulista, junto a otros importantes fotógrafos como Marcel Giró y Gaspar Gasparian, entre muchos otros.

## Biografía
José Yalenti se graduó como Ingeniero civil en la Universidad de São Paulo. Políticamente fue miembro del Movimiento Constitucionalista.
Su participación en las actividades del Foto Cine Club Bandeirante se desarrolló durante toda su vida, siendo esta una de las instituciones fotográficas más conocidas e importantes de Brasil durante el siglo XX, por la cual pasaron reconocidos fotógrafos como
Thomas Farkas, Gaspar Gasparian, Geraldo de Barros, German Lorca, Eduardo Salvatore, Chico Albuquerque o Madalena Schwartz.
Es conocido su especial interés por el uso del contraluz y el uso de las formas geométricas en sus composiciones.
La obra de Jose Yalentí se encuentra en entendidades artísticas de primer orden, como la Tate Gallery de Londres, el MASP-Pirelli de São Paulo o el Miami Art Museum.

## Exposiciones (selección)
- 2006. 'El contraluz en la Escuela Paulista'. Foto Cine Clube Bandeirante, São Paulo
- 2007. 'Fragmentos: Modernismo en la fotografía brasileña'. Galería Bergamin, São Paulo y Río de Janeiro